# Rahul Bose
Rahul Bose (født 27. juli 1967 i Bangalore) er en indisk skuespiller, filminstruktør og manuskriptforfatter. 
Han blev student fra Cathedral and John Connon School og uddannet ved Sydenham College og debuterede med filmen English, August i 1994. Rahul Bose har medvirket i tv-serien A Mouthful of Sky. Bose har spillet med i f.ex. den komedie Pyaar Ke Side Effects (2006) og Before the Rains med Linus Roache og Jennifer Ehle. I 2011 medvirkede han i Bollywood film I Am.

## Filmografi

### Skuespiller
- English, August (1994)
- A Mouthful of Sky (1995)
- Bomgay (1996)
- Bombay Boys (1998)
- Split Wide Open (1999)<
- Thakshak (1999)
- Everybody Says I'm Fine! (2001)
- Mr. and Mrs. Iyer (2002)
- Jhankaar Beats (2003)
- Ek Din 24 Ghante (2003)
- Mumbai Matinee (2003)
- Chameli (2003)
- White Noise (2004)
- The Fall (2005)
- Scrum in the Mud with Rahul Bose (2005)
- Silsilay (2005)
- 15 Park Avenue (2005)
- Ctrl+Alt+Del (2005)
- Anuranan(2006)
- Pyaar Ke Side Effects (2006)
- The Other Side of Bollywood (2006)
- Chain Kulii Ki Main Kulii (2007)
- Before the Rains (2008)
- Shaurya (2008)
- Maan Gaye Mughal-e-Azam (2008)
- Dil Kabaddi (2008)
- Tahaan (2008)
- Kaalpurush (2008)
- Antaheen (2009)
- The Whisperers (2009)
- Fired (2010)
- I Am (2010)
- The Japanese Wife (2010)
- Kuch Love Jaisa (2011)
- I Am (2011)
- Mumbai Chakachak (2011)
- Africa (2011)
- Bits and Pieces (2011)
- Click and Marry (2011)
- Ghost Ghost Na Raha (2011)

### Filminstruktør/manuskriptforfatter
- Everybody Says I'm Fine! (2001)
- The Whisperers (2009) (manuskriptforfatter)